# Indeks cefaliczny
Indeks cefaliczny, wskaźnik cefaliczny, wskaźnik głowowy – stosunek szerokości czaszki do jej długości, pomnożony przez 100.
{\displaystyle IC={\tfrac {szerokosc}{dlugosc}}\times 100}
Mierzy się go na głowach osobników żywych. Wartości od 60 do 76 są charakterystyczne dla dolichocefalii, od 76 do 80 dla mezocefalii, a od 80 do 95 - brachycefalii. Mierzony na czaszkach jest o jeden punkt mniejszy. Nazywa się go wtedy wskaźnikiem czaszkowym.

## Antropologia

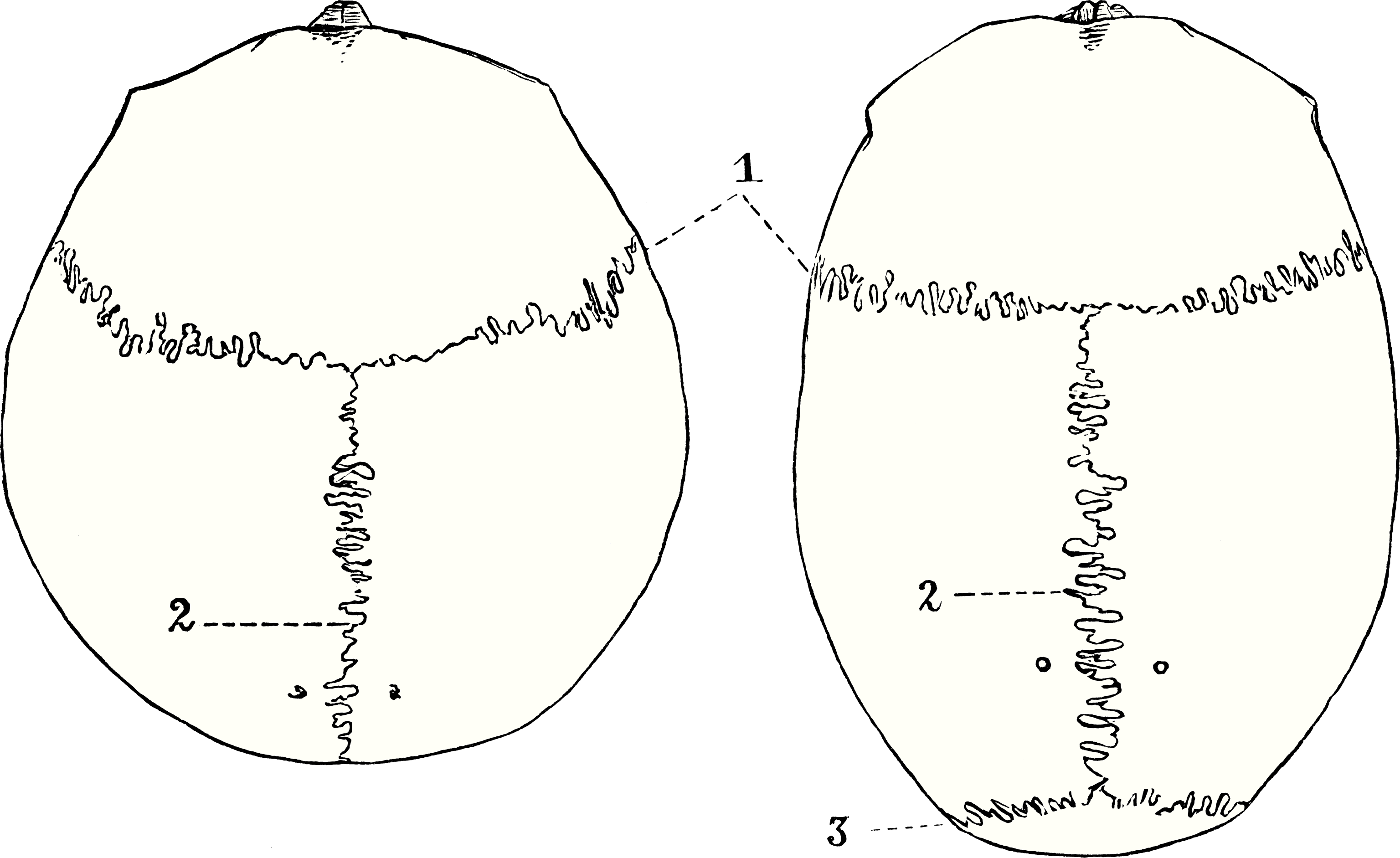
Czaszka krótkogłowca i długogłowca widziane od strony sklepienia

W antropologii fizycznej analizuje się zarówno współczesne zróżnicowanie międzypopulacyjne wskaźników głowy jak i zmienność tego wskaźnika w historii. Tendencję do skracania się długości głowy nazywamy brachycefalizacją. Krótkogłowość jest cechą ewolucyjnie nową, formy kopalne człowieka były długogłowe. Na krótko- i długogłowców podzielił ludzi w XIX w. szwedzki anatom Gustaf Retzius.
Jan Czekanowski w swoich badaniach dowodził, że w historii Europy środkowej miały miejsca cykliczne wahania długości głowy (zmiany ku krótkogłowości w epoce mezolitu, brązu i późnego średniowiecza (bez Skandynawii). Natomiast paleolit, neolit i epokę żelaza charakteryzuje tendencja do długogłowości).
Brachycefalizacja zanikła w XVII w., obecnie obserwuje się raczej długogłowienie.
Brachycefalizację mezolityczną i z epoki brązu tłumaczy się czasami migracjami ludności, przyczyny średniowiecznej nie są znane. Tym samym definitywne przyczyny brachycefalizacji nie są jasne (poza migracjami może odgrywać rolę zmiana warunków życia i dobór naturalny).

## Indeks cefaliczny u psów

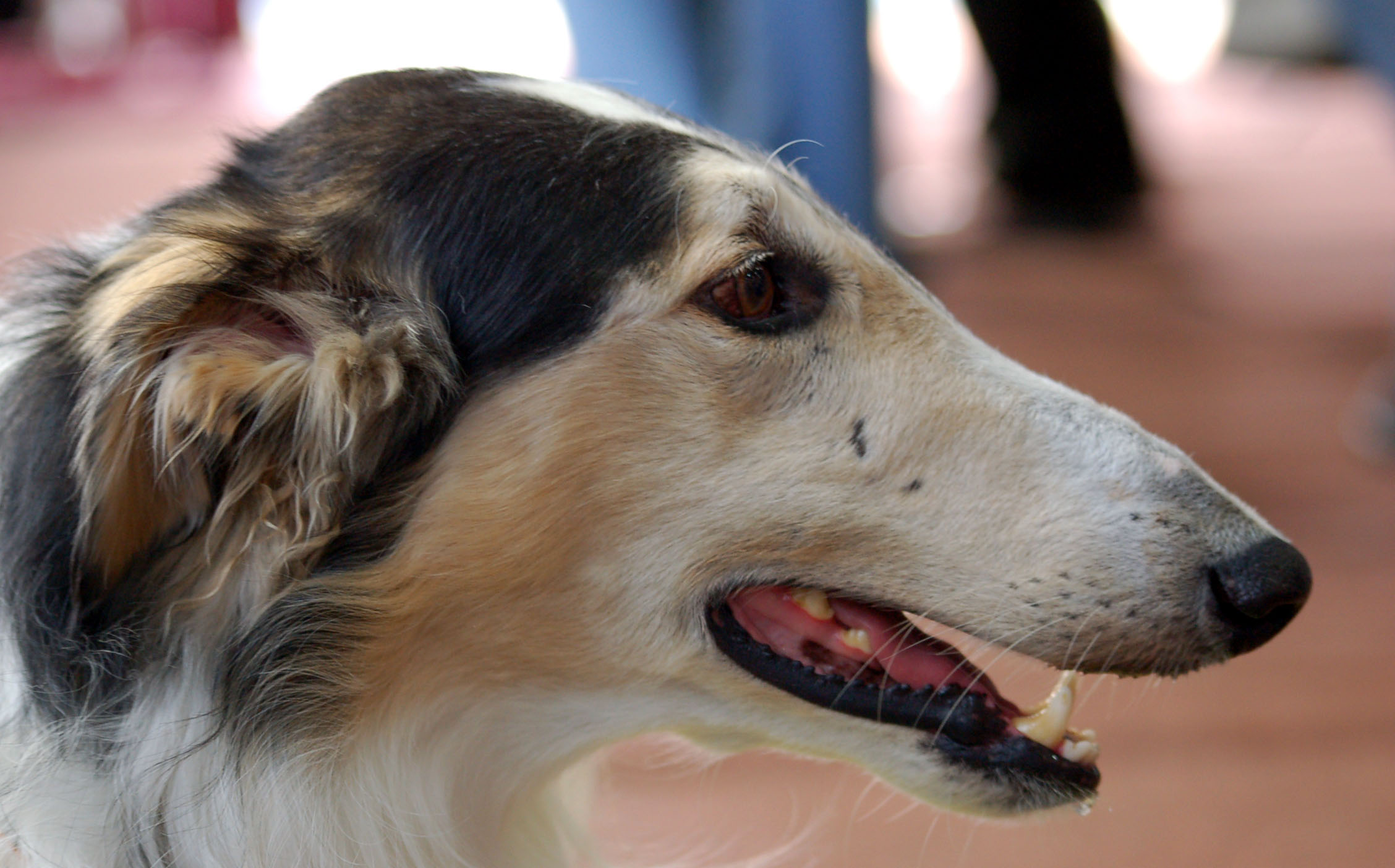
Czaszka dolichocefaliczna (Chart borzoj)
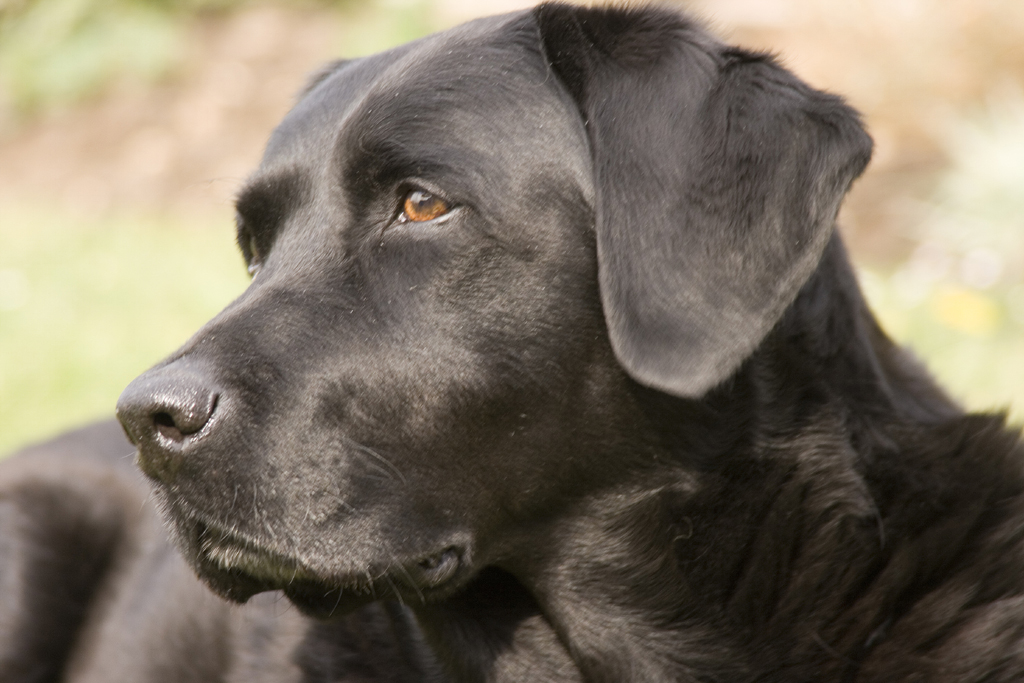
Czaszka mezocefaliczna (Labrador Retriever)
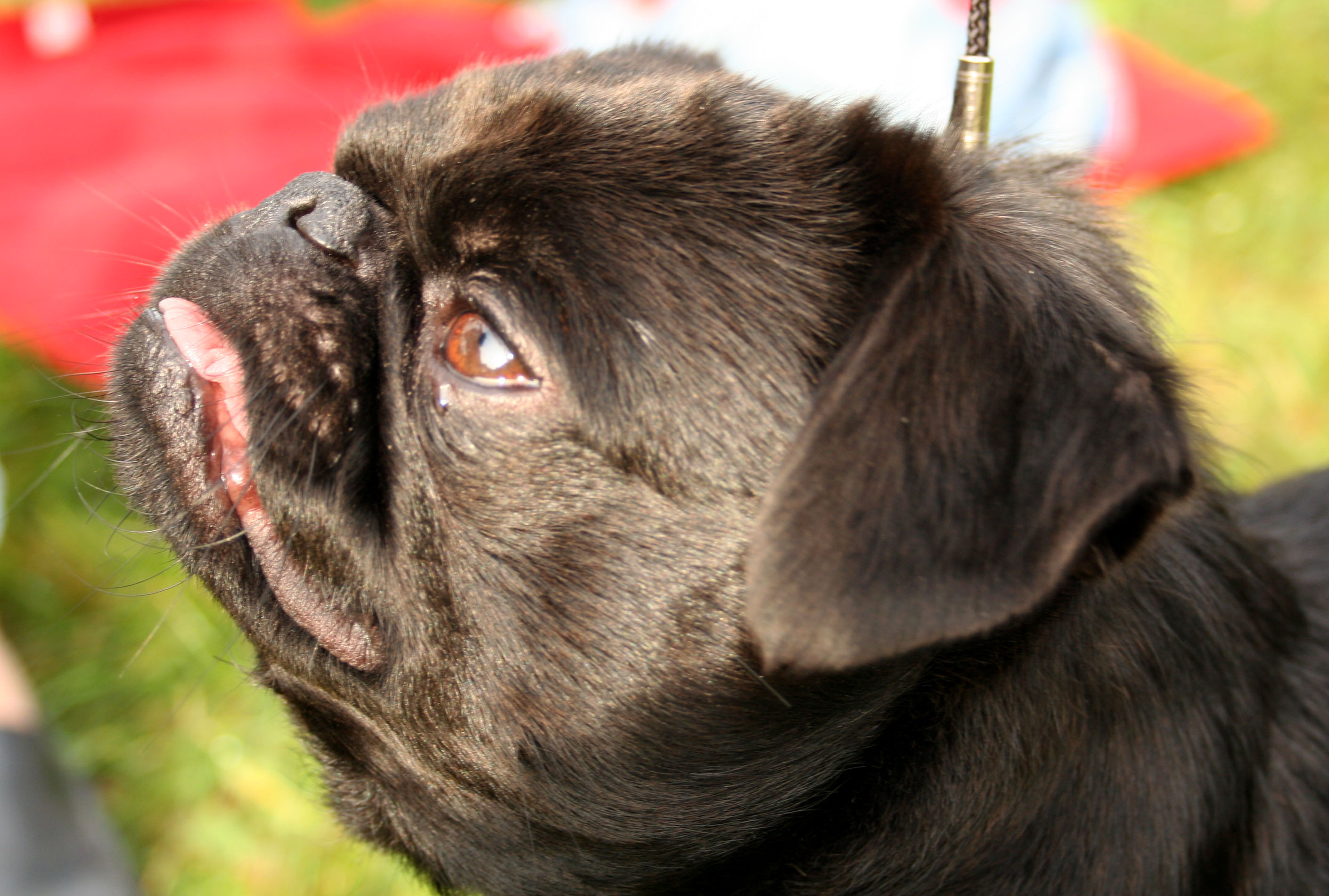
Czaszka brachycefaliczna (Brabantczyk)